# Gaalkacyo
Gaalkacyo, poznat i po talijanskim nazivima Gallacaio i Rocca Littorio, grad je u središnjem dijelu Somalije i sjedište upravnog područja Mudug. Podijeljen je na dva dijela pod kontrolom dviju nepriznatih samoprozvanih država: Puntlanda i Galmuduga.
Gaalkacyo je trgovački grad i gospodarski najrazvijeniji u središnjoj Somaliji. Uz razvijeno ugostiteljstvo i vlastitu zračnu luku, u gradu se nalazi i hotel s pet zvjezdica te vojarna Somalijskih oružanih snaga. Grad je poznat po kaligrafiji i zidnom slikarstvu.
Kao obrazovno središte, u gradu se nalazi 40 osnovnih i srednjih škola te Sveučilište Mudug uz nekoliko privatnih koledža i viših škola. Na nogometnom igralištu domaće utakmice igra nekoliko klubova: FC YAMAYS, RPS FC, Dowladda Hoose FC, Homboboro FC, Telecom FC i Galcom FC. Uz to, grad ima i košarkašku i odbojkašku momčad te nekoliko športskih dvorana i borilišta.
Nalazi se u području suhe klime, pa godišnje bilježi oko 170 mm padalina i prosječne ljetne temperature od 41 °C. Najtoplije razdoblje čine travanj i svibanj, a mjesec s najviše oborina je listopad.